# Charles Fassou Sagno
Pour les articles homonymes, voir Sagno (homonymie).
Charles Niankoye Fassou Sagno (né le 4 novembre 1945 à Kindia, Guinée) est un économiste et homme politique guinéen. D'ethnie guerzé (ou kpelle), il est originaire de Loula (N'zérékoré) en région forestière.

## Biographie
Titulaire d'un diplôme d'Économie et Finances et Docteur en Économétrie de l'Université Dauphine Paris IX, il y enseigne un an avant de rentrer en Guinée.
Après une carrière dans la haute administration guinéenne, en tant que Directeur national du Plan,, il s'engage politiquement et rejoint le Parti de l'unité et du progrès (PUP) dont il est membre fondateur. En mars 1999, il fait son entrée dans le gouvernement de Lamine Sidimé, sous la présidence du Général Lansana Conté .
De 1999 à 2002, il est Ministre de l'Énergie et de l'Hydraulique, porte-feuille important pour un pays considéré comme le « château d'eau » de la sous-région,.  
Lors du remaniement de 2002, il est maintenu et promu au poste stratégique de Ministre du Plan, jusqu'en 2004. 
Le 3 mai 2011, par décret présidentiel, le Chef de l'Etat Alpha Condé le nomme Directeur de Cabinet du Premier ministre Saïd Fofana. 
Lors du second mandat du Président de la République, il assure les mêmes fonctions, auprès du nouveau Premier ministre Mamadi Youla. Le 13 juin 2016, il est remplacé par Madame Bangoura Gnalen Condé.
Depuis 2016, il est consultant économique pour des ONG internationales et entreprises américaines implantées en  Guinée. Il représente notamment la société environnementale norvégienne Ecopole.

## Vie privée
Marié, Charles Niankoye Sagno est le père de six enfants.